# Josen Escobar
Josen Escobar (Santa Marta, Magdalena, Colombia, 12 de diciembre de 2004), es un futbolista colombiano de ascendencia italiana que juega como mediocampista en el América de Cali de la Categoría Primera A.

## Trayectoria
Nacido en Santa Marta, Escobar inició su carrera en el América de Cali. Hizo su debut profesional con América de Cali en el empate 0-0 de la liga con Unión Magdalena el 30 de agosto de 2024.

## Selección nacional
Josen ha representado a Colombia en la Sub-23.

## Estadísticas

### Clubes
Actualizado al último partido disputado el 15 de diciembre de 2024.
| Club                       | Div.          | Temporada     | Liga  | Liga  | Copas nacionales | Copas nacionales | Torneos internacionales | Torneos internacionales | Total | Total |
| Club                       | Div.          | Temporada     | Part. | Goles | Part.            | Goles            | Part.                   | Goles                   | Part. | Goles |
| -------------------------- | ------------- | ------------- | ----- | ----- | ---------------- | ---------------- | ----------------------- | ----------------------- | ----- | ----- |
| América de Cali · Colombia | 1.ª           | 2023          | 20    | 0     | –                | –                | –                       | –                       | 20    | 0     |
| América de Cali · Colombia | 1.ª           | 2024          | 27    | 0     | 4                | 0                | 1                       | 0                       | 32    | 0     |
| América de Cali · Colombia | Total club    | Total club    | 47    | 0     | 4                | 0                | 1                       | 0                       | 52    | 0     |
| Total carrera              | Total carrera | Total carrera | 47    | 0     | 4                | 0                | 1                       | 0                       | 52    | 0     |